# ヴェロニカ・セグラ
ヴェロニカ・セグラ（Verónica Segura, 生年月日不詳）は、メキシコ出身の女優。

## 経歴・活動
メキシコ合衆国メキシコシティ生まれ。後、渡米し南西テキサス州立大学（現・テキサス州立大学サンマルコス校）で演劇を学んだ。
2002年公開の『スター・ウォーズ エピソード2/クローンの攻撃』において、元老院議員パドメ・アミダラの身代わりで爆死する侍女コーデ（Cordé）役を演じた。

## 主な出演作品
- Abandonos（1993）
- Tribe(1999)
- スター・ウォーズ エピソード2/クローンの攻撃 (2002)
- Dulce Lola（2002）
- Subterano (2003)
- Dame tu cuerpo (2003)
- El Misterio del Trinidad (2003)
- Sin ton ni Sonia（2003）
- ミステリー・ツアー（2004）
- 7 mujeres, 1 homosexual y Carlos (2004)
- Los Sánchez (2004)
- Casi nunca pasa nada（2005）
- Deja qué la vida te despeine (2006)
- Ángel, las alas del amor (2006)
- A propósito de Alexa (2007)